# ACRU
 (juillet 2024).
ACRU, de son vrai nom Agustín Cruz (né le 4 juin 1997 à Tucumán), est un auteur-compositeur et rappeur freestyle argentin. Il se fait un nom sur la scène du rap argentin à partir de 2014, avec la sortie de son premier single, intitulé Viejita Mía. La même année, il s'inscrit à la ligue de battles El Quinto Escalón, dans lequel il se démarque comme l'un de ses meilleurs concurrents.
Il compte quatre albums : Sueños firmes (2015), El origen (2017), Anonimato (2018) et El Don (2023). Son single le plus vu sur YouTube et Spotify est Animal, publié en 2019, dans lequel il collabore avec l'artiste argentin Wos.

## Biographie
Agustín Cruz est né le 4 juin 1997 à Tucumán, en Argentine. Durant son enfance, grâce à son père, Víctor Cruz, écrivain, il découvre l'écriture et l'usage des mots. Son père lui apprend également différents genres musicaux (rock, cumbia, folk, etc.) qui influencent sa carrière musicale.
À l'âge de 3 ans, il déménage avec ses parents à Buenos Aires. À l'âge de 11 ans, de retour à Tucumán, il commence à étudier à l'Escuela Polivalente de Arte, une école publique où il découvre la culture hip-hop. Agustín voulait devenir illustrateur, mais il voit ses camarades de classe rapper pendant la récréation et décide d'en apprendre davantage sur le hip-hop. Il pratique les disciplines le beatboxing et le graffiti, en plus du rap. En 2014, il assiste à l'un de ses premiers battles à El Quinto Escalón. La même année, il publie sur YouTube une chanson intitulée Viejita mía !, dédiée à sa mère. Toujours la même année, il en publie deux autres : Cigaros del hambre et Notas oscuras. L'année suivante, 2015, il publie sa première mixtape, Sueños firmes, composée de 6 chansons enregistrées chez lui : celles déjà mentionnées, en ajoutant C.H.A.K.R.A, Sombra de Miguel et Deseo.
En mars 2021, il sorti son single intitulé Dharma, le décrivant comme « le processus artistique que j'ai suivi pour arriver à ce moment ». Celui-ci est enregistré en Patagonie argentine. Le 13 août de la même année, il annonce qu'il est sur le point de sortir son prochain EP intitulé Yantaz, avec la sortie de son premier single le mardi 17 du même mois. Il précise également qu'il s'agit d'une œuvre différente de El Don sous la production de Veeyam. En 3 mois, il sort D1sparo, Represena et Kien?, qui faisaient partie de Yantaz.
Le 8 juin 2023, Josear présente le premier aperçu de son prochain album, avec un clip vidéo basé sur des expériences de vie dans la région Norte Grande en Argentine,. Le 12 septembre de la même année, il sort son troisième album. studio intitulé El Don qui présente 10 singles, donnant lieu à une nouvelle tournée nationale débutant fin septembre à Buenos Aires et se terminant début novembre à Neuquén.

## Discographie

### Albums studio
- 2017 : El Origen
- 2018 : Anonimato
- 2023 : El Don

### Mixtapes
- 2015 : Sueños Firmes

### EP
- 2021 : Yantaz